# هادي عزيزي
هادي عزيزي (بالفارسية: هادی عزیزی) هو لاعب كرة قدم إيراني في مركز الوسط، ولد في 27 يناير 1990 في بندر أنزلي في إيران. لعب مع نادي ملوان ونادي يزد لوله.

## وصلات خارجية
- هادي عزيزي على موقع قاعدة بيانات كرة القدم.إي يو (الإنجليزية)
- هادي عزيزي على موقع Soccerway.com (الإنجليزية)